# Pseudanapis plumbea
Espèce
Pseudanapis plumbea est une espèce d'araignées aranéomorphes de la famille des Anapidae.

## Distribution
Cette espèce est endémique du Nord-Kivu en République démocratique du Congo,. Elle se rencontre vers Kasongwere.

## Publication originale
- Forster, 1974 : Symphytognathid spiders from Central Africa. Revue Zoologique Africaine vol. 88, p. 115-126.